# تششمندغان سفلي
تششمندغان سفلی (بالإنجليزية: Cheshmandegan-e Sofla)‏ هي قرية تقع في قسم تشنارود الشمالي الريفي (مقاطعة تشادغان) في إيران. يقدر عدد سكانها بـ 151 نسمة بحسب إحصاء 2016.